# Cleora batillata
Cleora batillata là một loài bướm đêm trong họ Geometridae.